# Telacanthura
Telacanthura là một chi chim trong họ Apodidae.